# Lijst van bondspresidenten van Zwitserland
Dit artikel bevat een lijst van bondspresidenten van Zwitserland.

## Lijst
| Ambtsjaar | Bondspresident                                   | Bondspresident                                     | Vicebondspresident                         | Vicebondspresident                                                | Commentaar |
| --------- | ------------------------------------------------ | -------------------------------------------------- | ------------------------------------------ | ----------------------------------------------------------------- | --- |
| 1848-1849 |                                                  | Jonas Furrer (1805-1861)                           |                                            | Daniel-Henri Druey (1799-1855)                                    | Deze ambtsperiode duurde van november 1848 tot 31 december 1849. Eerste mandaat van Furrer als bondspresident. |
| 1850      |                                                  | Daniel-Henri Druey (1799-1855)                     |                                            | Martin Josef Munzinger (1791-1855)                                | |
| 1851      |                                                  | Martin Josef Munzinger (1791-1855)                 |                                            | Jonas Furrer (1805-1861)                                          | Eerste mandaat van Fuller als vicebondspresident. |
| 1852      |                                                  | Jonas Furrer (1805-1861)                           |                                            | Wilhelm Matthias Naeff (1802-1881)                                | Tweede mandaat van Furrer als bondspresident. |
| 1853      |                                                  | Wilhelm Matthias Naeff (1802-1881)                 |                                            | Friedrich Frey-Herosé (1801-1873)                                 | |
| 1854      |                                                  | Friedrich Frey-Herosé (1801-1873)                  |                                            | Ulrich Ochsenbein (1811-1890)                                     | |
| 1855      |                                                  | Jonas Furrer (1805-1861)                           |                                            | Jakob Stämpfli (1820-1879)                                        | Derde mandaat van Furrer als bondspresident. Eerste mandaat van J. Stämpfli als vicebondspresident. Eerste maal dat de vicebondspresident van het vorige jaar geen bondspresident wordt.                                                                      |
| 1856      |                                                  | Jakob Stämpfli (1820-1879)                         |                                            | Constant Fornerod (1819-1899)                                     | Eerste mandaat van J. Stämpfli als bondspresident. Jongste bondspresident op 35-jarige leeftijd. |
| 1857      |                                                  | Constant Fornerod (1819-1899)                      |                                            | Jonas Furrer (1805-1861)                                          | Tweede en laatste mandaat van Fuller als vicebondspresident. |
| 1858      |                                                  | Jonas Furrer (1805-1861)                           |                                            | Jakob Stämpfli (1820-1879)                                        | Vierde en laatste mandaat van Furrer als bondspresident. Tweede mandaat van J. Stämpfli als vicebondspresident |
| 1859      |                                                  | Jakob Stämpfli (1820-1879)                         |                                            | Friedrich Frey-Herosé (1801-1873)                                 | Tweede mandaat van J. Stämpfli als bondspresident. |
| 1860      |                                                  | Friedrich Frey-Herosé (1801-1873)                  |                                            | Melchior Josef Martin Knüsel (1813-1889)                          | |
| 1861      |                                                  | Melchior Josef Martin Knüsel (1813-1889)           |                                            | Jakob Stämpfli (1820-1879)                                        | Derde en laatste mandaat van J. Stämpfli als vicebondspresident. |
| 1862      |                                                  | Jakob Stämpfli (1820-1879)                         |                                            | Constant Fornerod (1819-1899)                                     | Derde en laatste mandaat van J. Stämpfli als bondspresident. |
| 1863      |                                                  | Constant Fornerod (1819-1899)                      |                                            | Jakob Dubs (1822-1879)                                            | |
| 1864      |                                                  | Jakob Dubs (1822-1879)                             |                                            | Karl Schenk (1823-1895)                                           | Eerste mandaat van Schenk als vicebondspresident. |
| 1865      |                                                  | Karl Schenk (1823-1895)                            |                                            | Melchior Josef Martin Knüsel (1813-1899)                          | Eerste mandaat van Schenk als bondspresident. |
| 1866      |                                                  | Melchior Josef Martin Knüsel (1813-1899)           |                                            | Constant Fornerod (1819-1899)                                     | |
| 1867      |                                                  | Constant Fornerod (1819-1899)                      |                                            | Jakob Dubs (1822-1879)                                            | |
| 1868      |                                                  | Jakob Dubs (1822-1879)                             |                                            | Emil Welti (1823-1899)                                            | Eerste mandaat van Welti als vicebondspresident. |
| 1869      |                                                  | Emil Welti (1823-1899)                             |                                            | Victor Ruffy van 1 januari tot 29 december 1869 (1823-1869)       | Eerste mandaat van Welti als bondspresident. Ruffy overleed op 29 december 1869, twee dagen voor het einde van zijn mandaat als vicebondspresident. |
| 1869      | vacant                                           | Emil Welti (1823-1899)                             | van 29 tot 31 december 1869                |                                                                   | Eerste mandaat van Welti als bondspresident. Ruffy overleed op 29 december 1869, twee dagen voor het einde van zijn mandaat als vicebondspresident. |
| 1870      | vacant                                           | van 1 januari tot 1 februari 1870                  |                                            | Jakob Dubs vanaf 1 februari 1870 (1822-1879)                      | Tweede mandaat van Schenk als vicebondspresident. |
| 1870      |                                                  | Jakob Dubs vanaf 1 februari 1870 (1822-1879)       |                                            | Karl Schenk vanaf 1 februari 1870 (1823-1895)                     | Tweede mandaat van Schenk als vicebondspresident. |
| 1871      |                                                  | Karl Schenk (1823-1895)                            |                                            | Emil Welti (1823-1899)                                            | Tweede mandaat van Schenk als bondspresident. Tweede mandaat van Welti als vicebondspresident. |
| 1872      |                                                  | Emil Welti (1823-1899)                             |                                            | Paul Cérésole (1832-1905)                                         | Tweede mandaat van Welti als bondspresident. |
| 1873      |                                                  | Paul Cérésole (1832-1905)                          |                                            | Karl Schenk (1823-1895)                                           | Derde mandaat van Schenk als vicebondspresident. |
| 1874      |                                                  | Karl Schenk (1823-1895)                            |                                            | Emil Welti (1823-1899)                                            | Derde mandaat van Schenk als bondspresident. Derde mandaat van Welti als vicebondspresident. |
| 1875      |                                                  | Johann Jakob Scherer (1825-1878)                   |                                            | Eugène Borel (1835-1892)                                          | |
| 1876      |                                                  | Emil Welti (1823-1899)                             |                                            | Joachim Heer (1825-1879)                                          | Derde mandaat van Welti als bondspresident. |
| 1877      |                                                  | Joachim Heer (1825-1879)                           |                                            | Karl Schenk (1823-1895)                                           | Vierde mandaat van Schenk als vicebondspresident. |
| 1878      |                                                  | Karl Schenk (1823-1895)                            |                                            | Bernhard Hammer (1822-1907)                                       | Vierde mandaat van Schenk als bondspresident. |
| 1879      |                                                  | Bernhard Hammer (1822-1907)                        |                                            | Emil Welti (1823-1899)                                            | Vierde mandaat van Welti als vicebondspresident. |
| 1880      |                                                  | Emil Welti (1823-1899)                             |                                            | Fridolin Anderwert van 1 januari tot 25 december 1880 (1828-1880) | Vierde mandaat van Welti als bondspresident. Fridolin werd in december 1880 verkozen tot bondspresident voor het jaar 1881. Na zijn verkiezing ontstond er een lastercampagne tegen hem, waarbij hij op kerstdag 1880 zelfmoord pleegde.                      |
| 1880      | vacant                                           | Emil Welti (1823-1899)                             | 25 tot 31 december 1880                    |                                                                   | Vierde mandaat van Welti als bondspresident. Fridolin werd in december 1880 verkozen tot bondspresident voor het jaar 1881. Na zijn verkiezing ontstond er een lastercampagne tegen hem, waarbij hij op kerstdag 1880 zelfmoord pleegde.                      |
| 1881      |                                                  | Numa Droz (1844-1899)                              |                                            | Simeon Bavier (1825-1896)                                         | |
| 1882      |                                                  | Simeon Bavier (1825-1896)                          |                                            | Antoine Louis John Ruchonnet (1834-1893)                          | |
| 1883      |                                                  | Antoine Louis John Ruchonnet (1834-1893)           |                                            | Emil Welti (1823-1899)                                            | Vijfde mandaat van Welti als vicebondspresident. |
| 1884      |                                                  | Emil Welti (1823-1899)                             |                                            | Karl Schenk (1823-1895)                                           | Vijfde mandaat van Schenk als vicebondspresident. Vijfde mandaat van Welti als bondspresident. |
| 1885      |                                                  | Karl Schenk (1823-1895)                            |                                            | Adolf Deucher (1831-1812)                                         | Vijfde mandaat van Schenk als bondspresident. Eerste mandaat van Deucher als vicebondspresident. |
| 1886      |                                                  | Adolf Deucher (1831-1812)                          |                                            | Numa Droz (1844-1899)                                             | Eerste mandaat van Deucher als bondspresident. |
| 1887      |                                                  | Numa Droz (1844-1899)                              |                                            | Wilhelm Hertenstein (1825-1888)                                   | |
| 1888      |                                                  | Wilhelm Hertenstein (1825-1888)                    |                                            | Bernhard Hammer (1822-1907)                                       | Hertenstein was de enige bondspresident die stierf tijdens zijn mandaat, op 27 november 1888. Hij werd opgevolgd door vicebondspresident Bernhard Hammer, die daarmee de enige vicebondspresident was die binnen een ambtstermijn de bondspresident opvolgde. |
| 1888      |                                                  | Bernhard Hammer vanaf 27 november 1888 (1822-1907) | vacant                                     | 27 november tot 31 december 1888                                  | Hertenstein was de enige bondspresident die stierf tijdens zijn mandaat, op 27 november 1888. Hij werd opgevolgd door vicebondspresident Bernhard Hammer, die daarmee de enige vicebondspresident was die binnen een ambtstermijn de bondspresident opvolgde. |
| 1889      |                                                  | Bernhard Hammer (1822-1907)                        |                                            | Antoine Louis John Ruchonnet (1834-1893)                          | |
| 1890      |                                                  | Antoine Louis John Ruchonnet (1834-1893)           |                                            | Emil Welti (1823-1899)                                            | Zesde en laatste mandaat van Welti als vicebondspresident. |
| 1891      |                                                  | Emil Welti (1823-1899)                             |                                            | Walter Hauser (1837-1902)                                         | Zesde en laatste mandaat van Welti als bondspresident. |
| 1892      |                                                  | Walter Hauser (1837-1902)                          |                                            | Karl Schenk (1823-1895)                                           | Zesde en laatste mandaat van Schenk als vicebondspresident. |
| 1893      |                                                  | Karl Schenk (1823-1895)                            |                                            | Emil Frey (1838-1924)                                             | Zesde en laatste mandaat van Schenk als bondspresident. |
| 1894      |                                                  | Emil Frey (1838-1924)                              |                                            | Joseph Zemp (1834-1908)                                           | |
| 1895      |                                                  | Joseph Zemp (1834-1908)                            |                                            | Adrien Lachenal (1849-1918)                                       | |
| 1896      |                                                  | Adrien Lachenal (1849-1918)                        |                                            | Adolf Deucher (1831-1912)                                         | Tweede mandaat van Deucher als vicebondspresident. |
| 1897      |                                                  | Adolf Deucher (1831-1912)                          |                                            | Eugène Ruffy (1854-1919)                                          | Tweede mandaat van Deucher als bondspresident. |
| 1898      |                                                  | Eugène Ruffy (1854-1919)                           |                                            | Eduard Müller (1848-1919)                                         | |
| 1899      |                                                  | Eduard Müller (1848-1919)                          |                                            | Walter Hauser (1837-1902)                                         | |
| 1900      |                                                  | Walter Hauser (1837-1902)                          |                                            | Ernst Brenner (1856-1911)                                         | |
| 1901      |                                                  | Ernst Brenner (1856-1911)                          |                                            | Joseph Zemp (1834-1908)                                           | |
| 1902      |                                                  | Joseph Zemp (1834-1908)                            |                                            | Adolf Deucher (1831-1912)                                         | Derde mandaat van Deucher als vicebondspresident. |
| 1903      |                                                  | Adolf Deucher (1831-1912)                          |                                            | Robert Comtesse (1847-1922)                                       | Derde mandaat van Deucher als bondspresident. |
| 1904      |                                                  | Robert Comtesse (1847-1922)                        |                                            | Marc-Émile Ruchet (1853-1912)                                     | |
| 1905      |                                                  | Marc-Émile Ruchet (1853-1912)                      |                                            | Ludwig Forrer (1845-1921)                                         | |
| 1906      |                                                  | Ludwig Forrer (1845-1921)                          |                                            | Eduard Müller (1848-1919)                                         | |
| 1907      |                                                  | Eduard Müller (1848-1919)                          |                                            | Ernst Brenner (1856-1911)                                         | |
| 1908      |                                                  | Ernst Brenner (1856-1911)                          |                                            | Adolf Deucher (1831-1912)                                         | Vierde en laatste mandaat van Deucher als vicebondspresident. |
| 1908      | Joseph Zemp (1834-1908)                          | Ernst Brenner (1856-1911)                          |                                            |                                                                   | |
| 1909      |                                                  | Adolf Deucher (1931-1912)                          |                                            | Robert Comtesse (1847-1922)                                       | Vierde en laatste mandaat van Deucher als bondspresident. Oudste bondspresident op 78-jarige leeftijd. |
| 1910      |                                                  | Robert Comtesse (1847-1922)                        |                                            | Marc-Émile Ruchet (1853-1912)                                     | |
| 1911      |                                                  | Marc-Émile Ruchet (1853-1912)                      |                                            | Ludwig Forrer (1845-1921)                                         | |
| 1912      |                                                  | Ludwig Forrer (1845-1921)                          |                                            | Eduard Müller (1848-1919)                                         | |
| 1913      |                                                  | Eduard Müller (1848-1919)                          |                                            | Arthur Hoffmann (1857-1927)                                       | |
| 1914      |                                                  | Arthur Hoffmann (1857-1927)                        |                                            | Giuseppe Motta (1871-1940)                                        | Eerste mandaat van Motta als vicebondspresident. |
| 1915      |                                                  | Giuseppe Motta (1871-1940)                         |                                            | Camille Decoppet (1862-1925)                                      | Eerste mandaat van Motta als bondspresident. |
| 1916      |                                                  | Camille Decoppet (1862-1925)                       |                                            | Edmund Schulthess (1868-1944)                                     | |
| 1917      |                                                  | Edmund Schulthess (1868-1944)                      |                                            | Felix-Louis Calonder (1863-1952)                                  | |
| 1918      |                                                  | Felix-Louis Calonder (1863-1952)                   |                                            | Eduard Müller (1848-1919)                                         | |
| 1919      |                                                  | Gustave Ador (1845-1928)                           |                                            | Giuseppe Motta (1871-1940)                                        | Tweede mandaat van Motta als vicebondspresident. |
| 1920      |                                                  | Giuseppe Motta (1871-1940)                         |                                            | Edmund Schulthess (1868-1944)                                     | Tweede mandaat van Motta als bondspresident. |
| 1921      |                                                  | Edmund Schulthess (1868-1944)                      |                                            | Robert Haab (1865-1939)                                           | |
| 1922      |                                                  | Robert Haab (1865-1939)                            |                                            | Karl Scheurer (1872-1929)                                         | |
| 1923      |                                                  | Karl Scheurer (1872-1929)                          |                                            | Ernest Chuard (1857-1942)                                         | |
| 1924      |                                                  | Ernest Chuard (1857-1942)                          |                                            | Jean-Marie Musy (1876-1952)                                       | |
| 1925      |                                                  | Jean-Marie Musy (1876-1952)                        |                                            | Heinrich Häberlin (1868-1947)                                     | |
| 1926      |                                                  | Heinrich Häberlin (1868-1947)                      |                                            | Giuseppe Motta (1871-1940)                                        | Derde mandaat van Motta als vicebondspresident. |
| 1927      |                                                  | Giuseppe Motta (1871-1940)                         |                                            | Edmund Schulthess (1868-1944)                                     | Derde mandaat van Motta als bondspresident. |
| 1928      |                                                  | Edmund Schulthess (1868-1944)                      |                                            | Robert Haab (1865-1939)                                           | |
| 1929      |                                                  | Robert Haab (1865-1939)                            |                                            | Karl Scheurer (1872-1929)                                         | |
| 1930      |                                                  | Jean-Marie Musy (1876-1952)                        |                                            | Heinrich Häberlin (1868-1947)                                     | |
| 1931      |                                                  | Heinrich Häberlin (1868-1947)                      |                                            | Giuseppe Motta (1871-1940)                                        | Vierde mandaat van Motta als vicebondspresident. |
| 1932      |                                                  | Giuseppe Motta (1871-1940)                         |                                            | Edmund Schulthess (1868-1940)                                     | |
| 1933      |                                                  | Edmund Schulthess (1868-1940)                      |                                            | Marcel Pilet-Golaz (1889-1958)                                    | |
| 1934      |                                                  | Marcel Pilet-Golaz (1889-1958)                     |                                            | Rudolf Minger (1881-1955)                                         | |
| 1935      |                                                  | Rudolf Minger (1881-1955)                          |                                            | Albert Meyer (1870-1953)                                          | |
| 1936      |                                                  | Albert Meyer (1870-1953)                           |                                            | Giuseppe Motta (1871-1940)                                        | Vijfde en laatste mandaat van Motta als vicebondspresident. |
| 1937      |                                                  | Giuseppe Motta (1871-1940)                         |                                            | Johannes Baumann (1874-1953)                                      | Vijfde en laatste mandaat van Motta als bondspresident. |
| 1938      |                                                  | Johannes Baumann (1874-1953)                       |                                            | Philipp Etter (1891-1977)                                         | |
| 1939      |                                                  | Philipp Etter (1891-1977)                          |                                            | Marcel Pilet-Golaz (1889-1958)                                    | |
| 1940      |                                                  | Marcel Pilet-Golaz (1889-1958)                     |                                            | Hermann Obrecht (1882-1940)                                       | |
| 1940      | Rudolf Minger (1881-1955)                        | Marcel Pilet-Golaz (1889-1958)                     |                                            |                                                                   | |
| 1941      |                                                  | Ernst Wetter (1877-1963)                           |                                            | Philipp Etter (1891-1977)                                         | |
| 1942      |                                                  | Philipp Etter (1891-1977)                          |                                            | Enrico Celio (1889-1980)                                          | |
| 1943      |                                                  | Enrico Celio (1889-1980)                           |                                            | Walther Stampfli (1884-1965)                                      | |
| 1944      |                                                  | Walther Stampfli (1884-1965)                       |                                            | Marcel Pilet-Golaz (1889-1958)                                    | |
| 1945      |                                                  | Eduard von Steiger (1881-1962)                     |                                            | Karl Kobelt (1891-1968)                                           | |
| 1946      |                                                  | Karl Kobelt (1891-1968)                            |                                            | Philipp Etter (1891-1977)                                         | |
| 1947      |                                                  | Philipp Etter (1891-1977)                          |                                            | Enrico Celio (1889-1980)                                          | |
| 1948      |                                                  | Enrico Celio (1889-1980)                           |                                            | Ernst Nobs (1886-1957)                                            | |
| 1949      |                                                  | Ernst Nobs (1886-1957)                             |                                            | Max Petitpierre (1899-1994)                                       | |
| 1950      |                                                  | Max Petitpierre (1899-1994)                        |                                            | Eduard von Steiger (1881-1962)                                    | |
| 1951      |                                                  | Eduard von Steiger (1881-1962)                     |                                            | Karl Kobelt (1891-1968)                                           | |
| 1952      |                                                  | Karl Kobelt (1891-1968)                            |                                            | Philipp Etter (1891-1977)                                         | |
| 1953      |                                                  | Philipp Etter (1891-1977)                          |                                            | Rodolphe Rubattel (1896-1961)                                     | |
| 1954      |                                                  | Rodolphe Rubattel (1896-1961)                      |                                            | Josef Escher (1885-1954)                                          | |
| 1955      |                                                  | Max Petitpierre (1899-1994)                        |                                            | Markus Feldmann (1897-1958)                                       | |
| 1956      |                                                  | Markus Feldmann (1897-1958)                        |                                            | Hans Streuli (1892-1970)                                          | |
| 1957      |                                                  | Hans Streuli (1892-1970)                           |                                            | Thomas Holenstein (1896-1962)                                     | |
| 1958      |                                                  | Thomas Holenstein (1896-1962)                      |                                            | Paul Chaudet (1904-1977)                                          | |
| 1959      |                                                  | Paul Chaudet (1904-1977)                           |                                            | Giuseppe Lepori (1902-1968)                                       | |
| 1960      |                                                  | Max Petitpierre (1899-1994)                        |                                            | Friedrich Traugott Wahlen (1899-1985)                             | |
| 1961      |                                                  | Friedrich Traugott Wahlen (1899-1985)              |                                            | Paul Chaudet (1904-1977)                                          | |
| 1962      |                                                  | Paul Chaudet (1904-1977)                           |                                            | Willy Spühler (1902-1990)                                         | |
| 1962      | Jean Bourgknecht (1902-1964)                     | Paul Chaudet (1904-1977)                           |                                            |                                                                   | |
| 1963      |                                                  | Willy Spühler (1902-1990)                          |                                            | Ludwig von Moos (1910-1990)                                       | |
| 1964      |                                                  | Ludwig von Moos (1910-1990)                        |                                            | Hans-Peter Tschudi (1913-2002)                                    | |
| 1965      |                                                  | Hans-Peter Tschudi (1913-2002)                     |                                            | Hans Schaffner (1906-2004)                                        | |
| 1966      |                                                  | Hans Schaffner (1906-2004)                         |                                            | Roger Bonvin (1907-1982)                                          | |
| 1967      |                                                  | Roger Bonvin (1907-1982)                           |                                            | Willy Spühler (1902-1990)                                         | |
| 1968      |                                                  | Willy Spühler (1902-1990)                          |                                            | Ludwig von Moos (1910-1990)                                       | |
| 1969      |                                                  | Ludwig von Moos (1910-1990)                        |                                            | Hans-Peter Tschudi (1913-2002)                                    | |
| 1970      |                                                  | Hans-Peter Tschudi (1913-2002)                     |                                            | Rudolf Gnägi (1917-1985)                                          | |
| 1971      |                                                  | Rudolf Gnägi (1917-1985)                           |                                            | Nello Celio (1914-1995)                                           | |
| 1972      |                                                  | Nello Celio (1914-1995)                            |                                            | Roger Bonvin (1907-1982)                                          | |
| 1973      |                                                  | Roger Bonvin (1907-1982)                           |                                            | Ernst Brugger (1914-1998)                                         | |
| 1974      |                                                  | Ernst Brugger (1914-1998)                          |                                            | Pierre Graber (1908-2003)                                         | |
| 1975      |                                                  | Pierre Graber (1908-2003)                          |                                            | Rudolf Gnägi (1917-1985)                                          | |
| 1976      |                                                  | Rudolf Gnägi (1917-1985)                           |                                            | Kurt Furgler (1924-2008)                                          | Eerste mandaat van Furgler als vicebondspresident. |
| 1977      |                                                  | Kurt Furgler (1924-2008)                           |                                            | Willy Ritschard (1918-1983)                                       | Eerste mandaat van Furgler als bondspresident. |
| 1978      |                                                  | Willy Ritschard (1918-1983)                        |                                            | Hans Hürlimann (1918-1994)                                        | |
| 1979      |                                                  | Hans Hürlimann (1918-1994)                         |                                            | Georges-André Chevallaz (1915-2002)                               | |
| 1980      |                                                  | Georges-André Chevallaz (1915-2002)                |                                            | Kurt Furgler (1924-2008)                                          | Tweede mandaat van Furgler als vicebondspresident. |
| 1981      |                                                  | Kurt Furgler (1924-2008)                           |                                            | Fritz Honegger (1917-1999)                                        | Tweede mandaat van Furgler als bondspresident. |
| 1982      |                                                  | Fritz Honegger (1917-1999)                         |                                            | Pierre Aubert (1927-2016)                                         | Eerste mandaat van Aubert als vicebondspresident. |
| 1983      |                                                  | Pierre Aubert (1927-2016)                          |                                            | Willy Ritschard (1918-1983)                                       | Eerste mandaat van Aubert als bondspresident. |
| 1984      |                                                  | Leon Schlumpf (1925-2012)                          |                                            | Kurt Furgler (1924-2008)                                          | Derde en laatste mandaat van Furger als vicebondspresident. |
| 1985      |                                                  | Kurt Furgler (1924-2008)                           |                                            | Alphons Egli (1924-2016)                                          | Derde en laatste mandaat van Furger als bondspresident. |
| 1986      |                                                  | Alphons Egli (1924-2016)                           |                                            | Pierre Aubert (1927-2016)                                         | Tweede en laatste mandaat van Aubert als vicebondspresident. |
| 1987      |                                                  | Pierre Aubert (1927-2016)                          |                                            | Otto Stich (1927-2012)                                            | Tweede en laatste mandaat van Aubert als bondspresident. Eerste mandaat van Stich als vicebondspresident. |
| 1988      |                                                  | Otto Stich (1927-2012)                             |                                            | Jean-Pascal Delamuraz (1936-1998)                                 | Eerste mandaat van Stich als bondspresident. Eerste mandaat van Delamuraz als vicebondspresident. |
| 1989      |                                                  | Jean-Pascal Delamuraz (1936-1998)                  |                                            | Elisabeth Kopp tot 21 januari 1989 (1936)                         | Eerste mandaat van Delamuraz als bondspresident. Eerste vrouwelijke vicebondspresident. Stapte al na drie weken op vanwege corruptie. |
| 1989      |                                                  | Jean-Pascal Delamuraz (1936-1998)                  | Arnold Koller vanaf 21 januari 1989 (1933) | Eerste mandaat van Koller als vicebondspresident.                 | |
| 1990      |                                                  | Arnold Koller (1933)                               |                                            | Flavio Cotti (1939-2020)                                          | Eerste mandaat van Koller als bondspresident. Eerste mandaat van Cotti als vicebondspresident. |
| 1991      |                                                  | Flavio Cotti (1939-2020)                           |                                            | René Felber (1933-2020)                                           | Eerste mandaat van Cotti als bondspresident. |
| 1992      |                                                  | René Felber (1933-2020)                            |                                            | Adolf Ogi (1942)                                                  | Eerste mandaat van Ogi als vicebondspresident. |
| 1993      |                                                  | Adolf Ogi (1942)                                   |                                            | Otto Stich (1927-2012)                                            | Eerste mandaat van Ogi als bondspresident. Tweede en laatste mandaat van Stich als vicebondspresident. |
| 1994      |                                                  | Otto Stich (1927-2012)                             |                                            | Kaspar Villiger (1941)                                            | Tweede en laatste mandaat van Stich als bondspresident. Eerste mandaat van Villiger als vicebondspresident. |
| 1995      |                                                  | Kaspar Villiger (1941)                             |                                            | Jean-Pascal Delamuraz (1936-1998)                                 | Eerste mandaat van Villiger als bondspresident. Tweede en laatste mandaat van Delamuraz als vicebondspresident. |
| 1996      |                                                  | Jean-Pascal Delamuraz (1936-1998)                  |                                            | Arnold Koller (1933)                                              | Tweede en laatste mandaat van Delamuraz als bondspresident. Tweede en laatste mandaat van Koller als vicebondspresident. |
| 1997      |                                                  | Arnold Koller (1933)                               |                                            | Flavio Cotti (1939-2020)                                          | Tweede en laatste mandaat van Koller als bondspresident. Tweede en laatste mandaat van Cotti als vicebondspresident. |
| 1998      |                                                  | Flavio Cotti (1939-2020)                           |                                            | Ruth Dreifuss (1940)                                              | Tweede en laatste mandaat van Cotti als bondspresident. |
| 1999      |                                                  | Ruth Dreifuss (1940)                               |                                            | Adolf Ogi (1942)                                                  | Eerste vrouwelijke bondspresident. Tweede en laatste mandaat van Ogi als vicebondspresident. |
| 2000      |                                                  | Adolf Ogi (1942)                                   |                                            | Moritz Leuenberger (1946)                                         | Tweede en laatste mandaat van Ogi als bondspresident. Eerste mandaat van Leuenberger als vicebondspresident. |
| 2001      |                                                  | Moritz Leuenberger (1946)                          |                                            | Kaspar Villiger (1941)                                            | Tweede en laatste mandaat van Villiger als vicebondspresident. |
| 2002      |                                                  | Kaspar Villiger (1941)                             |                                            | Pascal Couchepin (1942)                                           | Tweede en laatste mandaat van Villiger als bondspresident. Eerste mandaat van Couchepin als vicebondspresident. |
| 2003      |                                                  | Pascal Couchepin (1942)                            |                                            | Ruth Metzler-Arnold (1964)                                        | Eerste mandaat van Couchepin als bondspresident. |
| 2004      |                                                  | Joseph Deiss (1946)                                |                                            | Samuel Schmid (1947)                                              | |
| 2005      |                                                  | Samuel Schmid (1947)                               |                                            | Moritz Leuenberger (1946)                                         | Tweede mandaat van Leuenberger als vicebondspresident. |
| 2006      |                                                  | Moritz Leuenberger (1946)                          |                                            | Micheline Calmy-Rey (1945)                                        | Tweede en laatste mandaat van Leuenberger als bondspresident. |
| 2007      |                                                  | Micheline Calmy-Rey (1945)                         |                                            | Pascal Couchepin (1942)                                           | Eerste mandaat van Calmy-Rey als vicebondspresident. Tweede en laatste mandaat van Couchepin als vicebondspresident. |
| 2008      |                                                  | Pascal Couchepin (1942)                            |                                            | Hans-Rudolf Merz (1942)                                           | Tweede en laatste mandaat van Couchepin als bondspresident. |
| 2009      |                                                  | Hans-Rudolf Merz (1942)                            |                                            | Doris Leuthard (1963)                                             | Eerste mandaat van Leuthard als vicebondspresident. |
| 2010      |                                                  | Doris Leuthard (1963)                              |                                            | Moritz Leuenberger tot 31 oktober 2010 (1946)                     | Eerste mandaat van Leuthard als bondspresident. Derde en laatste mandaat van Leuenberger als vicebondspresident. Leuenberger verliet de Bondsraad op 31 oktober 2010, voor het einde van zijn vicepresidentieel mandaat.                                      |
| 2010      | Micheline Calmy-Rey vanaf 1 november 2010 (1945) | Doris Leuthard (1963)                              |                                            |                                                                   | Eerste mandaat van Leuthard als bondspresident. Derde en laatste mandaat van Leuenberger als vicebondspresident. Leuenberger verliet de Bondsraad op 31 oktober 2010, voor het einde van zijn vicepresidentieel mandaat.                                      |
| 2011      |                                                  | Micheline Calmy-Rey (1945)                         |                                            | Eveline Widmer-Schlumpf (1956)                                    | Voor het eerst zijn zowel de bondspresident als de vicebondspresident vrouw. |
| 2012      |                                                  | Eveline Widmer-Schlumpf (1956)                     |                                            | Ueli Maurer (1950)                                                | Eerste mandaat van Maurer als vicebondspresident. |
| 2013      |                                                  | Ueli Maurer (1950)                                 |                                            | Didier Burkhalter (1960)                                          | Eerste mandaat van Maurer als bondspresident. |
| 2014      |                                                  | Didier Burkhalter (1960)                           |                                            | Simonetta Sommaruga (1960)                                        | |
| 2015      |                                                  | Simonetta Sommaruga (1960)                         |                                            | Johann Schneider-Ammann (1952)                                    | |
| 2016      |                                                  | Johann Schneider-Ammann (1952)                     |                                            | Doris Leuthard (1963)                                             | Tweede en laatste mandaat van Leuthard als vicebondspresident. |
| 2017      |                                                  | Doris Leuthard (1963)                              |                                            | Alain Berset (1972)                                               | Tweede en laatste mandaat van Leuthard als bondspresident. |
| 2018      |                                                  | Alain Berset (1972)                                |                                            | Ueli Maurer (1950)                                                | Tweede en laatste mandaat van Maurer als vicebondspresident. |
| 2019      |                                                  | Ueli Maurer (1950)                                 |                                            | Simonetta Sommaruga (1960)                                        | Tweede en laatste mandaat van Maurer als bondspresident. Tweede en laatste mandaat van Sommaruga als vicebondspresident. |
| 2020      |                                                  | Simonetta Sommaruga (1960)                         |                                            | Guy Parmelin (1959)                                               | Tweede en laatste mandaat van Sommaruga als bondspresident. |
| 2021      |                                                  | Guy Parmelin (1959)                                |                                            | Ignazio Cassis (1961)                                             | |
| 2022      |                                                  | Ignazio Cassis (1961)                              |                                            | Alain Berset (1972)                                               | Tweede en laatste mandaat van Berset als vicebondspresident. |
| 2023      |                                                  | Alain Berset (1972)                                |                                            | Viola Amherd (1962)                                               | Tweede en laatste mandaat van Berset als bondspresident. |
| 2024      |                                                  | Viola Amherd (1962)                                |                                            | Karin Keller-Sutter (1963)                                        | |

Bondsraad
Lijst van leden van de Zwitserse Bondsraad · 
Lijst van bondspresidenten van Zwitserland
Nationale Raad
Aargau · 
Appenzell Ausserrhoden · 
Appenzell Innerrhoden · 
Basel-Landschaft · 
Basel-Stadt · 
Bern · 
Fribourg · 
Genève · 
Glarus · 
Graubünden · 
Jura

Luzern · 
Neuchâtel · 
Nidwalden · 
Obwalden · 
Sankt Gallen · 
Schaffhausen · 
Schwyz · 
Solothurn · 
Thurgau · 
Ticino · 
Uri · 
Vaud · 
Wallis · 
Zug · 
Zürich
1983-1987 · 
1987-1991 · 
1991-1995 · 
1995-1999 · 
1999-2003 · 
2003-2007 · 
2007-2011 · 
2011-2015 · 
2015-2019 · 
2019-2023 · 
2023-2027
Voorzitters
Kantonsraad
Aargau · 
Appenzell Ausserrhoden · 
Appenzell Innerrhoden · 
Basel-Landschaft · 
Basel-Stadt · 
Bern · 
Fribourg · 
Genève · 
Glarus · 
Graubünden · 
Jura

Luzern · 
Neuchâtel · 
Nidwalden · 
Obwalden · 
Sankt Gallen · 
Schaffhausen · 
Schwyz · 
Solothurn · 
Thurgau · 
Ticino · 
Uri · 
Vaud · 
Wallis · 
Zug · 
Zürich
1983-1987 · 
1987-1991 · 
1991-1995 · 
1995-1999 · 
1999-2003 · 
2003-2007 · 
2007-2011 · 
2011-2015 · 
2015-2019 · 
2019-2023 · 
2023-2027
Voorzitters